# Lucie Pudilová
Lucie Pudilová (Příbram, 13 de junio de 1994) es una artista marcial mixta checa que compite en la división femenina de peso gallo de Ultimate Fighting Championship (UFC).

## Carrera de artes marciales mixtas

### Comienzos
Pudilová empezó a entrenar MMA cuando tenía 16 años. Trabajó con su entrenador, Ladislav Erdélyi, para lograr su objetivo de luchar en la UFC. Disputó la mayor parte de sus primeros combates de MMA en Europa. Su victoria sobre Melinda Fábián, concursante de The Ultimate Fighter 26, le valió el título de campeona del peso gallo de la promoción Gladiator Championship Fighting de la República Checa. Pudilová acumuló un récord de 6-1 antes de ser fichada por la UFC, con una derrota ante la sueca Lina Länsberg. Pudilová es la tercera checa fichada por la UFC.

### Ultimate Fighting Championship
Pudilová debutó en la promoción el 18 de marzo de 2017, sustituyendo a la lesionada Veronica Macedo, en UFC Fight Night: Manuwa vs. Anderson nuevamente contra Länsberg en una revancha en Londres. Después de tres rondas reñidas de lucha feroz, perdió la pelea por decisión unánime. En la entrevista posterior a la pelea, Länsberg, con un ojo derecho muy maltratado, argumentó que podría pensar que Pudilová había hecho lo suficiente para ser declarada ganadora. Sin embargo, la mayoría de las tarjetas de puntuación de los medios de comunicación todavía estaban de acuerdo con los jueces y vieron a Länsberg como ganadora.
Su segunda pelea llegó el 17 de junio de 2017, en Singapur, en UFC Fight Night: Holm vs. Correia. Se enfrentó a la surcoreana Ji Yeon Kim y ganó la pelea por decisión unánime.
Pudilová se enfrentó a la canadiense Sarah Moras el 18 de febrero de 2018, en UFC Fight Night: Cowboy vs. Medeiros. Ganó la pelea por decisión unánime.
Pudilová se enfrentó a Irene Aldana el 8 de septiembre de 2018, en UFC 228. Perdió la reñida pelea por decisión dividida. Esta pelea le valió el premio a la Pelea de la Noche.
Pudilová se enfrentó a Liz Carmouche el 23 de febrero de 2019, en UFC Fight Night: Błachowicz vs. Santos. Perdió la pelea por decisión unánime.
Pudilová se enfrentó a Antonina Shevchenko el 3 de agosto de 2019, en UFC on ESPN: Covington vs. Lawler. Perdió la pelea por sumisión técnica debido a un estrangulamiento por detrás en el segundo asalto. A pesar de la derrota, el combate le valió a Pudilová su segundo premio de bonificación de Pelea de la Noche.
Pudilová se enfrentó a la rusa Justine Kish el 25 de enero de 2020, en UFC Fight Night: Blaydes vs. dos Santos. Perdió la pelea por decisión unánime.
Pudilová fue liberada por la UFC el 11 de febrero de 2020.

### Circuito regional
Tras su salida de la UFC, Pudilová regresó al circuito regional europeo. Participó en un torneo organizado bajo el estandarte de la promoción checa Oktagon MMA, "Underground". Todos los combates del torneo se registraron oficialmente como combates de exhibición, con asaltos de 3 minutos y un reglamento ligeramente modificado. En la ronda de cuartos de final se enfrentó a una luchadora amateur de 18 años, Tereza Bledá, en un evento principal de Oktagon Underground 3 celebrado el 25 de mayo de 2020.Perdió el combate por decisión unánime, quedando eliminada del torneo. Con esta derrota, su racha de derrotas se extendió a 5.
Pudilová tenía previsto enfrentarse a Maguy Berchel el 19 de agosto de 2020 en el Noc Bojovníků de Dobříš. Sin embargo, unos días antes del evento, Berchel reaccionó con confusión a una publicación en las redes sociales sobre el combate, y posteriormente afirmó que la pelea con Pudilová nunca le fue ofrecida. El promotor del evento mantuvo que el combate se había organizado y acordado con la dirección de Berchel. Se anunció que se estaba buscando un sustituto para Pudilová, pero el evento se canceló finalmente debido a las restricciones relacionadas con la pandemia de coronavirus.

### Oktagon MMA
En octubre de 2020, se anunció que Pudilová firmó un contrato con la promoción checa Oktagon MMA.
Estaba programada para enfrentarse a Marta Waliczek en Oktagon 18 el 21 de noviembre de 2020. El combate fue cancelado más tarde, ya que Waliczek se retiró por enfermedad.
A continuación, se enfrentó a Cornelia Holm en Oktagon 19 el 5 de diciembre de 2020. Ganó el combate por decisión unánime.
El combate cancelado con Waliczek fue reprogramado y tuvo lugar en Oktagon 21 el 30 de enero de 2021. Ganó el combate por una controvertida decisión dividida.
Pudilová se enfrentó a Maiju Suotama en Oktagon 22 el 27 de marzo de 2021, como sustituta de Marta Waliczek. Ganó el combate por decisión unánime.
Pudilová se enfrentó a otra exluchadora de UFC, Talita Bernardo, el 24 de julio de 2021, en Oktagon 26. Perdió el combate unilateral por decisión unánime.
La revancha con Waliczek tuvo lugar el 6 de noviembre de 2021, en Oktagon Prime 4. Pudilová ganó por decisión dividida. Pudilová ganó por decisión dividida. En preparación para esta pelea, se entrenó en Straight Blast Gym Irlanda con el entrenador John Kavanagh.
Pudilová estaba programada para enfrentarse a la ex retadora al título de Bellator Olga Rubin el 26 de febrero de 2022, en Oktagon 31. Sin embargo, Rubin se retiró de la pelea debido a una lesión y fue reemplazada por Priscila de Souza, quien originalmente estaba programada para luchar contra Cornelia Holm en el mismo evento. En el pesaje, De Souza llegó 3,7 libras por encima del límite de peso gallo para combates sin título. Tras fracasar en su segundo intento, el equipo de Pudilová decidió no aceptar un peso de recuperación y el combate fue eliminado de la cartelera.
Pudilová se enfrentó a Carol Yariwaki el 9 de abril de 2022, en Oktagon 32. Ganó el combate por unanimidad. Ganó el combate por decisión unánime.

### Regreso a UFC
Después de ir 5-1 después de su lanzamiento UFC, luchando por la promoción Oktagon en su República Checa natal, Pudilová volvió a firmar con la UFC. Pudilová se enfrentó a la china Wu Yanan el 20 de agosto de 2022, en el UFC 278. Ganó el combate por nocaut técnico en el segundo asalto debido a unos codazos en el suelo.
Pudilová se enfrentó a la panameña Joselyne Edwards el 15 de abril de 2023, en UFC on ESPN: Holloway vs. Allen. Perdió por una controvertida decisión dividida. Perdió por una controvertida decisión dividida en la que todos los periodistas (pleno de 15 de 15) de MMA le dieron la victoria.

## Vida personal
Antes de ser luchadora profesional, Pudilová fue alumna de la Escuela Media de Negocios de la República Checa.

## Record en artes marciales mixtas
| Resultado | Récord | Oponente            | Método                              | Evento                                  | Fecha                    | Ronda | Tiempo | Localización   |
| --------- | ------ | ------------------- | ----------------------------------- | --------------------------------------- | ------------------------ | ----- | ------ | -------------- |
| Victoria  | 16–11  | Brittney Cloudy     | Decisión (unánime)                  | Oktagon 69                              | 5 de abril de 2025       | 3     | 5:00   | Dortmund       |
| Derrota   | 15–11  | Cecilie Bolander    | Decisión (split)                    | Oktagon 65                              | 29 de diciembre de 2024  | 5     | 5:00   | Praga          |
| Victoria  | 15–10  | Cecilie Bolander    | Decisión (split)                    | Oktagon 61                              | 21 de septiembre de 2024 | 3     | 5:00   | Brno           |
| Derrota   | 14–10  | Luana Carolina      | Decisión (unánime)                  | UFC on ESPN: Lemos vs. Jandiroba        | 20 de julio de 2024      | 3     | 5:00   | Las Vegas      |
| Derrota   | 14–9   | Ailín Pérez         | Decisión (unánime)                  | UFC Fight Night: Allen vs. Craig        | 18 de noviembre de 2023  | 3     | 5:00   | Enterprise     |
| Derrota   | 14–8   | Joselyne Edwards    | Decisión (split)                    | UFC on ESPN: Holloway vs. Allen         | 15 de abril de 2023      | 3     | 5:00   | Kansas City    |
| Victoria  | 14–7   | Wu Yanan            | TKO (codazos)                       | UFC 278                                 | 20 de agosto de 2022     | 2     | 4:04   | Salt Lake City |
| Victoria  | 13–7   | Carol Yariwaki      | Decisión (unánime)                  | OKTAGON 32                              | 9 de abril de 2022       | 3     | 5:00   | Ostrava        |
| Victoria  | 12–7   | Marta Waliczek      | Decisión (split)                    | Oktagon Prime 4                         | 6 de noviembre de 2021   | 3     | 5:00   | Pardubice      |
| Derrota   | 11–7   | Talita Bernardo     | Decisión (unánime)                  | OKTAGON 26                              | 24 de julio de 2021      | 3     | 5:00   | Praga          |
| Victoria  | 11–6   | Maiju Suotama       | Decisión (unánime)                  | OKTAGON 22                              | 27 de marzo de 2021      | 3     | 5:00   | Brno           |
| Victoria  | 10–6   | Marta Waliczek      | Decisión (split)                    | OKTAGON 21                              | 30 de enero de 2021      | 3     | 5:00   | Brno           |
| Victoria  | 9–6    | Cornelia Holm       | Decisión (unánime)                  | OKTAGON 19                              | 5 de diciembre de 2020   | 3     | 5:00   | Brno           |
| Derrota   | 8–6    | Justine Kish        | Decisión (unánime)                  | UFC Fight Night: Blaydes vs. dos Santos | 25 de enero de 2020      | 3     | 5:00   | Raleigh        |
| Derrota   | 8–5    | Antonina Shevchenko | Sumisión técnica (rear-naked choke) | UFC on ESPN: Covington vs. Lawler       | 3 de agosto de 2019      | 2     | 1:20   | Newark         |
| Derrota   | 8–4    | Liz Carmouche       | Decisión (unánime)                  | UFC Fight Night: Błachowicz vs. Santos  | 23 de febrero de 2019    | 3     | 5:00   | Praga          |
| Derrota   | 8–3    | Irene Aldana        | Decisión (split)                    | UFC 228                                 | 8 de septiembre de 2018  | 3     | 5:00   | Dallas         |
| Victoria  | 8–2    | Sarah Moras         | Decisión (unánime)                  | UFC Fight Night: Cowboy vs. Medeiros    | 18 de febrero de 2018    | 3     | 5:00   | Austin         |
| Victoria  | 7–2    | Ji Yeon Kim         | Decisión (unánime)                  | UFC Fight Night: Holm vs. Correia       | 17 de junio de 2017      | 3     | 5:00   | Kallang        |
| Derrota   | 6–2    | Lina Länsberg       | Decisión (unánime)                  | UFC Fight Night: Manuwa vs. Anderson    | 18 de marzo de 2017      | 3     | 5:00   | Londres        |
| Victoria  | 6–1    | Alexandra Buch      | Sumisión (guillotine choke)         | Clash FC: Clash of the Titans           | 19 de noviembre de 2016  | 1     | N/A    | Pilsen         |
| Victoria  | 5–1    | Eeva Siiskonen      | Sumisión (armbar)                   | MMA Imatra: Carelia Fight 12            | 10 de septiembre de 2016 | 2     | 4:06   | Imatra         |
| Victoria  | 4–1    | Melinda Fábián      | Decisión (split)                    | GCF 34: Back In The Fight 5             | 25 de marzo de 2016      | 5     | 5:00   | Příbram        |
| Derrota   | 3–1    | Lina Länsberg       | Decisión (unánime)                  | Battle of Botnia 2015                   | 26 de noviembre de 2015  | 3     | 5:00   | Umeå           |
| Victoria  | 3–0    | Suvi Salmimies      | Decisión (split)                    | Cage 31                                 | 19 de septiembre de 2015 | 3     | 5:00   | Helsinki       |
| Victoria  | 2–0    | Julija Stoliarenko  | TKO (corner stoppage)               | GCF Challenge: Back in the Fight 4      | 27 de marzo de 2015      | 2     | 5:00   | Příbram        |
| Victoria  | 1–0    | Lenka Smetánková    | TKO (corner stoppage)               | GCF Challenge: Back in the Fight 3      | 14 de febrero de 2014    | 1     | 3:00   | Příbram        |